# مرسيدس بنز دبليو 10
مرسيدس بنز دبليو 10 (بالإنجليزية: MERCEDES BENZ Type Mannheim Sedan (W10)  )‏ هي سيارة من صناعة مرسيدس بنز أنتجت في 1929 وتوقف إنتاجها في 1934.
بعد أن حلت مكان موديلات الجيل السابق، كانت مانهايم الجديدة تبدو متشابهة للغاية مع الاختلاف الوحيد الملحوظ حيث تم تقصير قاعدة العجلات الجديدة بمقدار 230 ملم. في هذا الصدد، أصبحت السيارة أخف وزناً قليلاً مما أدى إلى تحسين القيادة والأداء. داخليًا، لم تعدل السيارة كثيرا، حيث زودت بمحرك البنزين القديم السداسي الأسطوانات سعة 3.4 لتر. تم تصنيع السيارة بهياكل مختلفة، وقد تم تجهيزها بنظام تعليق قوي يتألف من محاور أمامية وخلفية مقترنة بنوابض صفائحية شبه إهليلجية.